# Диев, Сергей Валерианович
Сергей Валерианович Диев (укр. Сергій Валеріанович Дієв; 21 апреля 1958, Полтава — 17 августа 2022) — советский и украинский футболист; украинский и российский футбольный тренер.

## Клубная карьера
Воспитанник полтавского футбола. На профессиональном уровне дебютировал за местную команду «Колос», в составе которой провёл 57 игр и забил 2 гола. В 1978 году стал игроком СКА (Киев), сыграл за клуб 7 матчей. Помимо киевских армейцев, в том сезоне девять раз выходил на поле в футболке «Днепра» Черкассы, после чего вернулся в «Колос». В 1980 году принял приглашение от днепропетровского «Днепра», с которым вышел в Высшую лигу. Летом 1981 года защищал цвета «Кривбасса» Кривой Рог, проведя за клуб 123 встречи и забив 18 мячей. В 1984 году выступал за любительскую команду «Ворскла», после чего перешёл в севастопольскую «Чайку», в составе которой сыграл 230 матчей и 24 раза поразил ворота соперника. Сезон 1992 году играл за феодосийское «Море», игравшее в переходной лиге. С 1993 по 1995 года выступал в составе «Явор» Краснополье. Новым клубом игрока в 1996 году стал севастопольский «Черноморец», который пригласил футболиста выступать в качестве играющего тренера. За три сезона в составе команды провёл 29 матчей. В 2000 году завершил карьеру игрока.

## Карьера тренера
После завершения игровой карьеры стал временно исполняющим обязанности главного тренера команды. В период с 2001 по 2005 год работал делегатом ФФУ на матчах профессиональных футбольных соревнований, после чего на протяжении трёх лет возглавлял молодёжную команду «Ворсклы». С 2008 года работал на различных должностях в клубе «Севастополь»: сначала был помощником Олег Лещинского, потом и. о. главного тренера. После того, как клуб определился с должностью руководителя команды, возглавил дубль «Севастополя». В 2014 году стал первым в истории тренером нового «Севастополя», выступающего в Премьер—лиге КФС.

## Личная жизнь
В сентябре 2014 года перенёс инсульт, после чего проходил процесс восстановления и реабилитации, на период которого приостановил тренерскую деятельность. Умер в августе 2022 года, похоронен в Севастополе.

## Достижения
«Днепр» Днепропетровск
- Серебряный призёр Первой лиги СССР: 1980